# Mads Enggård
Mads Enggård (født 20. januar 2004) er en dansk professionel fodboldspiller, der spiller for den norske Eliteserie- klub Molde FK som midtbanespiller.

## Karriere

### Randers FC
Enggård kom til Randers FC som U15 spiller fra FC Midtjylland. Han spillede sig op gennem ungdomsrækkerne og fik sin debut for Randers i efteråret 2020 som 16-årig, da han den 27. november 2020 kom ind i en DBU pokal- kamp mod Aarhus Fremad.

### Molde
Den 19. august 2024 blev det bekræftet, at Enggård skiftede til den norske Eliteserie- klub Molde FK på en aftale indtil august 2028.

## Eksterne links
- Mads Enggård profil på Soccerway

- Mads Enggård i DBU's Landsholdsdatabase